# Joseph Meyer

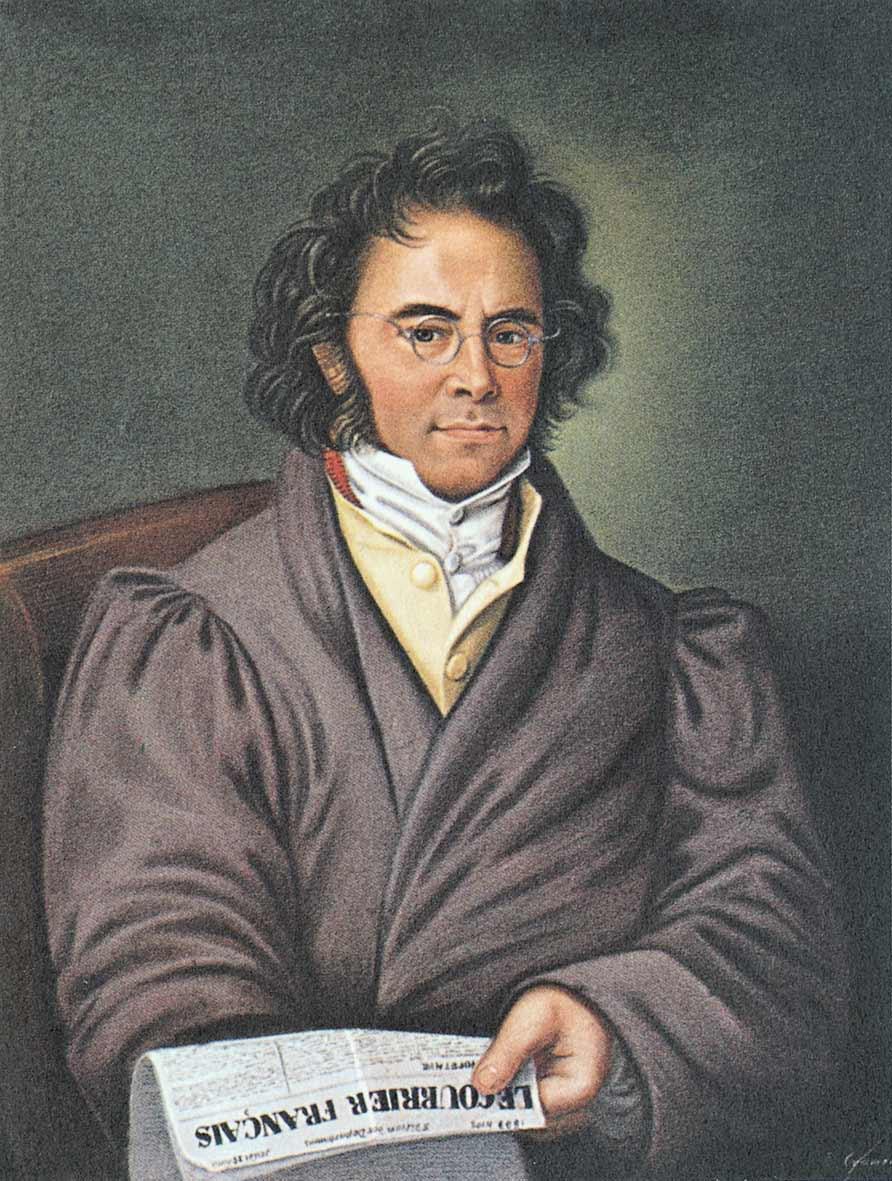
Carl Joseph Meyer

Carl Joseph Meyer (Gotha, 9 mei 1796 - Hildburghausen, 27 juni 1856) was een Duits industrieel en uitgever.
Meyer werd in Frankfurt am Main opgeleid voor de handel. In 1816 ging hij naar Londen, om zijn geluk in zaken te beproeven, maar slaagde niet en keerde naar Duitsland terug. Hier investeerde hij in tal van ondernemingen, zoals in mijnbouw en spoorwegen in de dertiger en veertiger jaren van de 19e eeuw; evenwel met beperkt resultaat. Veel succes boekte hij echter met zijn uitgeverij "Bibliographisches Institut", die hij in 1826 in Gotha had opgericht. Tot de publicaties behoorden diverse bijbel-uitgaven, literatuur ("Miniatur-Bibliothek der deutschen Classiker", "Groschen-Bibliothek") en geografische atlassen. Grote bekendheid verkreeg hij met "Meyers Universum", een platenatlas van de wereld uitgevoerd in staalgravures, waarvan tussen 1833 en 1861 zeventien delen in twaalf talen zijn verschenen; Meyer had 80.000 abonnees over geheel Europa. Tot zijn fonds behoorde ook "das Grosse Conversations-Lexicon für die gebildeten Stände", een ontzagwekkende encyclopedie in 52 delen, verschenen 1839-55 (zie "Meyers Konversations-Lexikon").